# 宇宙英雄ペリー・ローダンの登場天体一覧
宇宙英雄ペリー・ローダンの登場天体一覧（うちゅうえいゆうペリー・ローダンのとうじょうてんたいいちらん）は、SF小説『宇宙英雄ペリー・ローダン』シリーズに登場する架空（一部は実在）の天体の一覧である。50音順（一部、実際に存在する天体が含まれている。また、文末の第○巻・第○話というのは、それぞれ日本語版・ドイツ語版（原書）にその天体が初めて登場した巻数・話数である）。なお、日本語翻訳版は月刊ペースで翻訳され、2008年8月現在、350巻を数える。

## 銀河系
人類（テラナー）の故郷銀河。M-0とも呼ばれる。

### 実在する恒星系
- 太陽系
  - 水星
第1惑星。前進基地とATGフィールドの中央制御センターが存在する。
  - 金星
第2惑星。アルコン時代にはラルサフIIと呼ばれた。
  - 地球
第3惑星。人類（テラナー）の故郷。初期には「地球」と表記されていたが、後に「テラ」と表記されるようになった。また5万年前には「レムール」と呼ばれ、テラナーの祖先が築いた星間帝国の主星だった。1万年前にはアルコン人によりアトランティスに植民地が置かれた。首都であるテラニアがある。第1巻・第1話。
    - 月
22世紀初頭にはアルコンIIIをモデルにした工廠衛星となり、後にはポジトロン頭脳「ネーサン」も建造された。

  - 火星
第4惑星。イルトのコロニーが存在する。
  - ツォイト
かつての第5惑星。5万年前のハルト戦争により爆発し、小惑星帯の元となった。
  - 木星
  - 土星
    - ミマス
第1衛星。銀河系でもトップクラスの医療センターになっている。
    - タイタン
第6衛星。植民都市や基地が築かれている。

  - 天王星
  - 海王星
第8惑星。巨大なガス惑星で、直径は約5万kmに達する。
    - トリトン
第1衛星。植民都市や基地が築かれている。
    - ネレイド
第2衛星。2436年にオールド・マンの侵攻により爆発、消滅した。

  - 冥王星
3438年にタケル人の太陽系襲撃により破壊される。
- アンタレス星系
  - パッサ
- ヴェガ星系
  - フロス
  - ピゲル
第6惑星。
  - フェロル
第8惑星。
  - ゴル
- カペラ星系
- ゼータ・アウリゲ星系
- タウ・ケティ星系
- トプシド（オリオン=デルタ星系）
- ベータ=アルビレオ星系
  - スノウマン
- ベテルギウス星系
  - テラII
  - アクワ
- リゲル星系
  - ルアル

### 架空の恒星系
- 211タトリラ星系
  - ゴスル
- 41=B=1847ArqH星系
  - サオス
- EX=2115=485星系
  - ヘルクレス
母星にあたる恒星よりも大きい異常な惑星。実は太古の銀河系を襲った高次元エネルギー体「スープラヘト」の本体がオールドタイマーによって封印された姿である。
    - イムポス
ヘルクレスの第3衛星。オールドタイマーの故郷で、かつては惑星だった。
- EX=ツァンマ星系
  - ツァンマロン
- ZW-2536-K957星系
  - 地獄の門（ヘルゲイト）
シェボパル人の故郷。
- アスト星系
  - アストIV
秘密医学惑星。
- アタヌス星系
  - ハクノル
第二惑星。スプリンガーの造船基地がある。
- アツゴ星系
地球から37111光年、M-13から8240光年離れた辺境。
  - アツゴラ

第二惑星。ベーコン苔が発生。
- アプトゥト星系
バアロル教団の本拠地。
  - アプツラド
第四惑星。ジャングル世界。
  - トラカラト
第六惑星。土星のような環を持つ。アンティの故郷。
- アラ星系
  - パロ
もっとも古い太陽系帝国植民地の一つ。
- アラツェ星系
  - アラツェの惑星
- アララ星系
古レムール人の植民星系。
- アル＝トント星系
  - ヴィンツァ
リバルド・コレッロに襲われた惑星。ロス連合に所属する。第204巻。
- アン・アイン星系
- イーストサイド星系
- イレマ星系
  - オクストーン
テラナーが植民した惑星の一つ。惑星の重力が4.8Gと極めて大きく、植民者は遺伝子操作による環境適応を受けた。
- ウィラー星系
  - パルサ
  - オッポジット
- ヴィラン星系
  - イザン
核戦争によって荒廃した惑星。
- ヴェランデル星系
- ヴェルヴォ星系
- ヴォノ星系
  - エプサル
テラナーが植民した惑星の一つ。惑星の重力が2.1Gと大きく、植民者は遺伝子操作による環境適応を受けた。一時期ローダンの旗艦の艦長はエプサル人が勤めることが多かった。
- ウズタン星系
  - ウズト
- ウナタ星系
  - ウニト
- ウフガル星系
- エイテシオ星系
  - エイサル
産業革命以前の文明を持つ惑星。アンティによって宗教的に支配されていた。
- エウガウル星系
  - シコス
  - プロフォス
テラナーが植民した惑星の一つ。24世紀には大きな国力を持つようになり、太陽系帝国に敵対した。モリー・アブロの出身地。
- エイフィング星系
  - プンタ・ポルタ
カルスアル同盟に所属する惑星。工作員のセンターとして有名。第203巻。
- エウテト星系
  - エウヒヤ
- エプ=ホグ星系
  - オプガン
- エピヒロン星系
黄色い太陽に8つの惑星をもつ。第200巻。
  - タウラ
テラナーが植民した惑星の一つ。第三惑星。25世紀ごろに植民され、35世紀には人口20億人に達していた。首都はアジクターレ。
- オルス星系
- オルボン星系
  - フロート
  - カハロ
- ガトル星系
  - イマルト
- カプラ星系
- ガル星系
  - ウルスス
ダブリファ帝国の武器庫があり、宙賊が略奪しようと狙っていた。呼吸可能な大気をもつ。第202巻。
- キュルウ星系
- クスマ星系
  - クスマ
- クライト星系
地球から6,136光年離れている。
  - エルトルス
テラナーが植民した惑星の一つ。直径69,000km以上、自転周期14時間。惑星の重力が3.4Gとかなり大きく、植民者は遺伝子操作による環境適応を受けた。30世紀以降、太陽系帝国に敵対する国家「カルスアル同盟」の本拠地となる。首都はバレトゥス。
- グラドル星系
  - シガ
テラナーが植民した惑星の一つ。理由は不明だが、植民者は世代を重ねるにつれて身体が矮小化し、長命になっていった。
- グラーパー星系
地球から約2万5千光年離れている。第201巻。
  - ザーレム
第三惑星。木星タイプで、直径14万1632km、自転周期13.5時間、平均温度－100℃、重力2.49G、水素・メタン大気、アンモニアの海。岩ばかりで植生は皆無だが、ウルバと呼ばれる動物が住んでいる。五次元放射性鉱石のホガルタンを産出する。植民はされておらず、鉱山関係者のみ居住している。
- グリーン・バリア星系
  - ヘプ=タルト
- グレーノル星系
  - モルク
- ケファ星系
- ゲレルト星系
- コルサル星系
- サティス星系
  - サティアト
- サパ星系
地球から19,316光年の距離にある。第201巻。
  - フィルマー
ジャングル惑星。
    - コニアーズ
フィルマーの衛星。2401年にテラナーが植民。3431年には人口8億7千万人。フィルマーからコニアーズまでは62万km。
- ジェリコ星系
  - ニュー・ルナ
- シムバン星系
  - ロースト
- ショネパル星系
- シル・パト星系
  - アンゲローク
第二惑星。無人で地球大、酷暑の砂漠世界。赤道部の平均気温は48℃。小さな海と地下の洞窟に水があるが少量。山脈はほとんどが活火山。テラの艦隊補給施設があり、プロスペクターの略奪にあった。第204巻。
- スヴァフト星系
  - スヴォーフォン
- スクラン星系
- スコーチ星系
  - トロボス
  - スキモルの星
  - スコーチャー
- センプロン星系
  - センプロンI
  - センプロンIV
  - センプロンXI
- タイ＝ラボ星系
地球から22,370光年離れている。アル＝トント星系から2光年の距離にある。第205巻。
  - アンコロート
恒星分布密度の高い銀河中央リング部に位置するため、夜空が地球の満月の夜の10倍明るい。3432年当時、ロス連合の関心領域に位置し、最近発見され未開発。200万の住民は大半が毛皮猟師、農園主、商人とその妻。首都はカロータ。イワン・イワノヴィッチ・ゴラチンがリバルド・コレッロ一味と対決した。第205巻。
- ダルラ=コープス星系
- トグマ星系
  - ガーマ
- トマ星系
  - ベル
    - バドゥン
- トルヴォ星系
  - トルヴォ
- トルム星系
  - トルムプ
- トレイト星系
- ナラル星系
  - エクハス
- ニュートン星系
青色巨星。銀河中枢部の外縁に位置し、地球から24,617光年離れている。惑星の数は17。“科学者”たちの本拠地。第205巻。
  - コペルニクス
第六惑星。地球に似た惑星で、赤道直径13,618km、重力1.09G、平均気温33℃、自転周期26時間24分。首都ユートポリスはほぼ赤道直下、海抜2500m以上のところにある。第205巻。
- ネグロ星系
- パシュ星系
  - マヴェリック
第一惑星。インケロニウムを産出する。赤道部直径198,327km、両極を結んだ直径は184,256km、自転周期20.1時間、密度はテラの3.64倍、質量はテラの1891.35倍、重力は平均5.03G。平均気温128℃、気圧は最高2500気圧を観測。水素、アンモニア、メタンが主成分の大気を持つ。ブルー族の勢力圏内にあり、かつてはブルー族が奴隷のテフローダーをつかって鉱山採掘していた。第204巻。
- パノト星系
  - パノトル
- ハフニス星系
- パール星系
- ハルタ星系
  - ハルト
銀河系中枢部に存在するハルト人の故郷の惑星。
- ピュラ星系
- ピュロス星系
- ファグラト星系
- フィリング星系
  - レプソ
アンティが健康飲料を装った麻薬「リクヴィティフ」の製造工場を置いていた惑星。
- フェルト星系
  - ガタス
- ふたご星系
  - グリーンドール
- フルア星系
  - アフツォト
- フルカ星系
- ブルーラブ=1星系
  - ブルーラブ=1
- ブルーラブ=2星系
- ブルーラブ=3星系
  - トリオ
  - トラップ
- ヘペレス星系
  - ヴォラト
- ベル=09星系
- ボシック星系
  - オリンプ
第2惑星。自由商人の本拠地。
- ボーリー星系
  - スチュープ
- ボロ星系
  - ラスト・ホープ
プロフォス人の基地が置かれていた惑星。後に太陽系帝国における最高の科学研究惑星・無数の新技術を供給する一大科学センターとなる。
- マークトン星系
- マルコス星系
  - マルコスV
- マルビー星系
  - ルマル
- ミニツォ星系
地球から34,116光年離れている。黄色い恒星に惑星が8つ。ダブリファ帝国の勢力範囲。第204巻。
  - ラグロト
第二惑星。第二次遺伝子危機の際、病んだミュータントが潜伏した。2909年当時、人口25万人で互いに100マイル離れた二つの大都市と、1ダースのちいさな集落がある。都市の名はローロックとウェルシャー。第204巻。
- ミューラ星系
- ミュルタ星系
  - ピープ
  - グレイ・ビースト
2040年、ローダン暗殺を目論んだ反体制グループを乗せた護送船が、一部囚人の叛乱によって不時着、囚人たちのコロニーが築かれた。のちに彼らには恩赦が下り、グレイ・ビーストは太陽系帝国の軍事基地になったが、アルコンのロボット摂政艦隊との戦闘により壊滅。
- ミルサル星系
- ムカル星系
- ムール星系
太陽系から17,406光年離れている。惑星は3つあり、それぞれ水星タイプ、地球タイプ、冥王星タイプである。
  - アステラ
ムール星系第二惑星。大きさは地球並み。直径11,020km、自転周期20時間、重力0.99G。（以下は3432年時点のデータ）大陸におけるここ10年での平均気温は39.6℃、原始林が多く、赤道での湿度は高い。政治的にはタレイ盟邦の勢力範囲。人口2千万、うち85万以上が首都シロモンに住む。植民は数十年前に始まったばかりで、各種農耕機械がよく売れる。
- メレディ星系
  - メレディIV
- ヤゴ星系
- ヤハヴェ星系
- ヤルディン星系
- ヨグル星系
  - マハラニ
- ライデン星系
  - トムストーン
- ラトレイ星系
銀河系北頂域に存在する恒星系。
  - アスポルク
第4惑星。飛翔爬虫類から進化したヒューマノイドであるアスポルコスの故郷。3444年6月に惑星規模でのカタストロフィ（「アスポルク危機」）が発生した。
- リュソ星系
- ルスマ星系
  - アルヘツ
- レイ・スター星系
- レヴヌルス星系
  - トリモン
- レッドポイント星系
- ロワ星系

### その他の惑星
- アイノス
- アパス
- アンフォーラ
- イロシャ
- ウクタン
- ウチク
- ウビクンケ
- エグレト
- エパン
- エルトン
- オーロラ
- オグーサ
- オクル
- オグルー
- オジュン
- オブスンティス
ダブリファ帝国配下の惑星。第204巻。
- オルラ
- カミアム
カルスアル秘密情報局のセンターがある惑星。第204巻。
- ギーゼラー
- 帰郷
- クセルクセス
- グラハト
- グリーツ
- クレストの星
- コーンラ
- サピスカヤ
- サラロト
- ジュングラ
- スルフ
- タウタ
- ダシャル
- タフン
医療惑星。
- ダルショング
- ダルナル
- タルブ＝レサー
地球大で重力1.3G、酸素は乏しく砂漠が広がっている。贋《マリーマ》の残骸が置かれた。第205巻。
- デフリサッカー
アントニー・ララルが催眠暗示にかけられた惑星。第202巻。
- テルカレン
- ドゥルハム
- トラムプ
イルト族が住んでいたが、未知の種族が行った実験により核火災が発生し、恒星に突入して消滅した。グッキーの故郷。
- ナエスドニク
- ナ=ティル
- ニュートン
- ニュテット
- ノウルセン
- ノーホェア
アラスが基地を置いていた惑星。「銀河一の医療技術を持つ種族」の名を守るために、治療できない患者たちを島流しにしていた。
- ノトリン
- ハーサグ
- ファルランド
- ファロング
- フォシル
- プラツァ・デ・ブラヴォス
- ベイネルト
- ペムブローク
- ベレトリクサ
カルスアル同盟の惑星。第203巻。
- ボルジャレフ
- ミュイ
- メタ
- メンツ・アルト・コルヴィシュ
- モダル
- モナースポイント
- Ustrac
正式名称は、ユナイテッド・スターズ・トレーニング・センター。USO訓練センターがある。第185巻。
- ラヴリー
- ルートヴェルト
- ルールス
- レフォル
- レヤン
- ロアノケ
- ロゲル
- ワシュン
  - ダラク
- ワホウィッチ
- ワムプス
- ワンダラー
精神知性体 "それ" が住む人工惑星。直径600メートルの皿状の大地をエネルギーバリアによって覆われ、"それ" の意志によって宇宙を自由に移動することができる。

### 実在する星団・星域
- ヘルクレス座球状星団
別名M13。アルコン帝国の中心世界。第19巻。
  - 恒星41=B=1847ArqH星系
    - サオス

  - 星系4186-4-162
  - アルコン星系
    - アルコンI
    - アルコンII
    - アルコンIII
    - ナート
      - ナートル

    - ムトラル

  - ヴォガ星系
    - ツァリト

  - ケスナル星系
    - アラロン
アラスの本拠地。医療惑星。

  - ゲラ星系
    - ゲラル

  - ゴノム星系
    - ゴム
      - ラロス

  - スナルフ星系
    - スナルフォト

  - タトレル星系
    - ホヌル

  - フォルト星系
    - ソルテン

  - モーフ星系
  - モル星系
  - ラトン星系
    - ツグラン

  - ルスマ星系
    - アルヘツ

  - その他の惑星
    - ゴンツァ
    - シリコ
      - シリコV

    - スマト
- オリオン渦状肢
太陽系帝国の主要星系のほとんどが存在する。
- 銀河中枢部
  - 恒星六角形
「島の王たち」が建造した恒星転送機。6つのほぼ同じ大きさの恒星が正六角形に並んでいる。第100巻。
  - ブルーの星系
    - スフィンクス（ドロラー）
アコン帝国の首都星。
      - ラムセス
- プレアデス星団
昴（すばる）のこと。散開星団。第100巻。
- プレセペ星団

### 架空の星団・星域
- イシス・セクター
- ウルブトリーデン星域
- 銀河イーストサイド
- 銀河の "袋"
  - タフォルの星
- ヒーセ凝集星団
  - ブルーラブ=1
- プロヴコン・ファウスト
- プロフス
- モルゲンロート星域
  - ロワ星系
    - ルビン

## 銀河系外近傍空間
- アウトサイド星系
銀河系外縁から15万光年の虚空に存在する。第60巻。
  - サプライズ
  - メカニカ
- 散弾星系
「島の王たち」が建造した恒星転送機。かつて島の王たちに対する叛乱が起きたために惑星は破壊され、無数のアステロイドだけが残っていた。第116巻。
  - バグダッドのカリフ
  - トロヤ
- ツイン星系
「島の王たち」が建造した恒星転送機。2つの恒星と8つの惑星からなる。第100巻。
  - クアルタ
  - クインタ
  - セクスタ
  - セプティム
  - パワー
- トリプル星系
  - ホラー
- バルコン星系
  - バルコン
遠い昔、銀河系から漂い出た孤独な恒星系の惑星。その住民は星自体を動かして銀河系へ帰還しようとした。
- その他の惑星
  - ウラル
  - エヴァブラック
  - クロッホ
  - 二百の太陽の星
ポスビ（生体ポジトロン・ロボット）の中央世界。ポスビの支配者である中央プラズマが座する。銀河系外縁から28万9412光年の虚空に存在する。第72巻。
  - フラゴ

## 銀河間連絡システム
- 恒星転送機システム
  - 銀河系六角転送機
  - アンドロ・アルファ星雲　アルファ・ツェントラ星系
アンドロメダから15万光年。
  - アンドロ・ベータ星雲　アンドロ・ベータ転送機
アンドロメダから10万光年、アルファ・ツェントラから62000光年。
  - トリプル星系　ホラー転送機
銀河系から90万光年、アンドロメダから55万光年。
  - ツイン転送機
銀河系から90万光年、アンドロメダから55万光年、トリプル星系から30万光年。
  - 散弾転送機
銀河から95万光年、ベータ転送機から40万光年。
  - アンドロメダ星雲　恒星六角形
銀河系から150万光年。
  - アルキメデス恒星三角形転送機（アルキ・トリトランス）
  - ゲルックスヴィラ恒星五角形転送機
- 宇宙駅
  - セントラル
アルファ・ツェントラから25万光年、散弾転送機から15万光年。
  - ミッドウェイ
セントラル・ステーションから25万光年。
  - ルックアウト
ミッドウェイ・ステーションから40万光年、銀河系から40万光年。
  - フォリル（予備）
ベータ転送機から10万光年。

## 銀河系外銀河

### アンドロメダ星雲
銀河系から230万光年の距離にある隣接銀河。M31。第二銀河とも呼ばれる。
- KAI-4465-ErI9238星系
  - 二十頭殺し
- アンドロメダ六角星系
- エイホエ星系
恒星エンジニアの故郷。三母星系とも呼ばれる。
- エメラルド星系
  - ベンガル
- 残骸星系
  - ターミナル
- スルヴィ星系
  - テトゥス
- テファ星系
  - テフロッド
- ドニト星系
  - マルチドン
- ヒスト星系
  - ヒストリー
- ビッグ・ブルー星系
  - ヴァリオ
- ルーム星系
  - タマニウム
第2惑星。アンドロメダ星雲の絶対的支配者であった「島の王たち」の本拠地。
- その他の惑星
  - ゴルド
  - セプル
  - ハトラ
  - ファイアプレース
  - ホエル
  - マルチカ
- AnAb6613星域
- ウクラン星雲
- 禁断ゾーン
- ハーデス（暗黒星雲）
- マグネタイザー
- ランナウェイ

### アンドロ・アルファ星雲
アンドロメダの衛星銀河、M110。マークスの新しい故郷となっている。
- アルファ・ツェントラ星系
  - アルファ・ツェントラ
- ウーラク星系
  - タトルン
- デュプロ・レッド星系
- その他の惑星
  - ムロク

### アンドロ・ベータ星雲
アンドロメダの衛星銀河、M32。
- アルリン星系
  - アークティス
  - デストロイ
- ウルハグ星系
- グリーニシュ星系
  - グリーニシュ7
- トライ星系
  - グリーム
    - シーレン
- ベータ三角星系
- ランド星系
  - ランドI
- レイディアント星系
  - ソロ
- その他の惑星
  - モドゥル
  - ラマール

### M87銀河
おとめ座銀河団に属する楕円銀河、M87。直径は12万光年におよぶ。地球からおよそ6000万光年離れている。
- クリアウォーター星系
  - クリアウォーター
- ゲーグ星系
  - ゲーギヴァル
- シンチラ星系
  - ポムペオ・ポサル
  - クリバン
- ダスティ・クイーン星系
  - パウペル
  - ノルヴォ
  - ツォートコーン
- デウェル星系
  - ドウェリオン
- デポ星系
- トルク星系
  - トルクタン
- パルヤル星系
- ボウルジャイリー星系
  - エドニル
- モラク星系
- その他の惑星
  - SEL-24
  - パワートランス・アルファ
  - パワーポイントI
  - ファイアストーン
  - フレア
  - モノル
  - 牢獄惑星
- 空洞恒星
  - ホイール星系
M87銀河の中枢部に存在する空洞恒星内部にある人工の星系で、M87の支配者「中枢部の設計者」の本拠地。
    - ホイールIII
    - ホイールV
    - ホイール・センター

  - アルファ門
- レタラ星雲
- ポイント・ウルトラ
- ホームサイド

### グルエルフィン銀河
NGC4594、またはソンブレロ銀河（M104）として知られていた銀河系。カピン人の故郷。
- アリバヌム
グルエルフィン銀河におけるカピン（ガンヤス人）の中心世界。
- ディープパープル星系
グルエルフィン銀河におけるタケル帝国の中心世界。33個の惑星から構成されている。
  - タケラ
第11惑星。タケル帝国の主星。
- モリル=モリマ
グルエルフィン銀河南縁に存在する無名の星系をめぐる惑星とその衛星。惑星がモリル、衛星がモリマと呼ばれる。タケル人によってモリマ地下にカピン史上最大最強のウルトラ・ペドパイラーが設置されていた。
- テルロシュ赤色星雲
グルエルフィンの辺境星域に位置する直系132光年のガス塊。中心部には全長3000メートルのペドパイラーや超大型転送機、制御ステーションなどが置かれ、グルエルフィン銀河とモルシャスダス小銀河の間の連絡手段として機能していた。
- モルシャスダス小銀河
グルエルフィン銀河の衛星銀河。直径696光年の球状星団でグルエルフィンからは8万4562光年離れている。20万年前ガンヨ失踪によるグルエルフィンでの内戦激化によって、ガンヤス人はこの銀河に逃れた。

### 大マゼラン星雲
大マゼラン星雲は銀河系の伴銀河。
- キーガン星系
  - キーグ
- タイガーI
- ファースト・ストップ星系
  - ファースト・ストップ
- 孵化星系
  - デンジャーI
- ボウル星系
  - ボウルタト
- ミシラ星系
  - プフラナト
- モデュラ星系
  - モデュラII
  - モデュラIII
- その他の惑星
  - デンジャー14
  - デンジャー27
  - デンジャー28
- タイガー・セクター
- ナヴォ北

### 小マゼラン星雲
小マゼラン星雲は銀河系の伴銀河。
- アンカレッジ星系
  - シェラノ
- ヴィザリア星系
  - ウキアー
- クロス星系
  - タイフーン
- ネオ星系
- フアス星系
  - バイカロブ
- プリズン星系
  - プリズンII
- ブルーバード星系
- その他の惑星
  -     - BAY-1
- ポジション・エヴァグリーン

### 大小マゼラン星雲近傍
- 物質の橋
  - エネミー星系
ウレブの本拠地。
    - アトラス
      - ウレブI

  - マルケット星系
  - ポート・グラド
- その他の惑星
- オスターI（球状星団）
  - グラットン
- ごま

### その他の銀河
- ナウパウム銀河
「銀河のチェス」サイクルにおけるローダンの“脳オデッセイ”の舞台となる架空の天体。直径は16万光年。銀河系との位置関係は不明。ローダンの脳が“反それ”の陰謀によって漂着した3457年時点において深刻な人口過剰状態におかれており、居住可能惑星は全て居住されつくしている。同時点での最大の国家は「ナウパウム・レイチャト」である。
  - ツォオルノム星系
10個の惑星から構成されている。
    - ヤアンツァル
第4惑星。3457年にローダンの脳が漂着した惑星。首都はノパロール。ナウパウム銀河における最重要惑星の一つで、「PGT（パラレギュラー等価移植）法」と呼ばれる臓器移植技術が同銀河において唯一可能であるため、「脳マーケット」と呼ばれる臓器売買市場が存在し、臓器移植を担当する科学者・外科医も多数居住している。

  - パストレイヴ星系
14個の惑星から構成されている。
    - レイト
第6惑星。ナウパウム銀河最大の国家「ナウパウム・レイチャト」の中心世界。首都はマクツァドシュ。320億の人口を抱えるほどの過密状態で、空気・水・生活空間が深刻なほどに不足状態におかれている。
- カトロン銀河
「銀河のチェス」サイクルにおけるローダンの“脳オデッセイ”の舞台となる架空の天体。直径は16万光年。銀河系との位置関係は不明。ナウパウム銀河に最も近い銀河であるが1億400万光年離れている。太古においてはペルトゥスがこの銀河を支配していたらしいが、3457年時点では既に滅亡している。
- ヴィルゴ銀河群
おとめ座銀河団のこと。
- NGC3190銀河
「七種族の公会議」を構成する種族の一つであるラール人の発祥世界。銀河系からは2100万光年の距離に存在する。
- クマシイ＝プツアン銀河
「七種族の公会議」を構成する種族の一つであるヒュプトンの故郷世界である渦巻銀河。銀河系からの距離は不明。
- プローン銀河
「星のメールストローム」の片方に連なる天体で昆虫種族プローンの故郷世界。銀河系からの位置関係は不明。
- バラインダガル銀河
「七種族の公会議」を構成する種族の一つであるケロスカーの故郷世界。3578年に宇宙を放浪中の≪ソル≫が辿り着いた銀河。3500個の恒星から形成される小銀河で、銀河というよりも銀河間空間に浮かぶ球状星団という方が近い。「バラインダガル」とはテラナーのとある植民惑星の言葉で「孤独なちび」という感じの意味を持つ。

### その他
- ドルーフ宇宙
ドルーフ空間とも呼ばれる。
  - シアメド星系
    - ドルーフォン
    - ハーデス

  - その他の惑星
    - ソリチュード
- 星のメールストローム
3460年にアルキメデス恒星三角形を経由して太陽系を脱出した地球と月が到達したポジション不明の領域。2つの島宇宙（片方はプローン銀河でもう一方は不明）をつなぐ星間ガス、宇宙塵、恒星や惑星、エネルギーの嵐からなる細長い橋で、全長は約15万6000光年。銀河系からの位置関係は不明。約20億年前に2つの銀河が衝突した事で生成された。2つの銀河が衝突しながらすれ違い、その際に引きちぎられた物質が長い時間をかけて遠ざかっていく2つの銀河を結ぶ橋を作った。エネルギー的には不安定で、中央部の一番細い部分は自然に生成された転送受け入れ部となっており、太古から恒星転送機をくぐった数多の物質を実体化している。
  - メダイロン星系
3460年に星のメールストロームの中でテラナーが発見した恒星系。位置は地球が星のメールストロームにて実体化したポイントから10光時の所にあり、くすんだ赤色をしており、唯一の惑星ゴシュモス＝キャッスルが恒星メダイロンを巡っている。3460年8月15日に地球はメダイロンを公転する軌道に安定させられ、ゴシュモス＝キャッスルの外側を巡る第2惑星となった。
それから80年後の3540年頃、恒星メダイロンの発するハイパー放射が地球の住民に影響を与えるようになり、それを浴びた結果感情を喪失し論理と原始的な本能にのみ生き、肉親や友人、隣人への愛を失って冷酷かつ攻撃的な性格へと変貌する「アフィリー現象」が発生するようになった。感情を失った人間は「アフィリカー」と呼ばれ、3540年時点では地球の全人口200億人の内の40パーセントであったが3580年にはほとんど全ての住民がアフィリカーとなった。この放射の影響を受けなかったのはローダンをはじめとする細胞活性装置保持者を含む一部の免疫者だけで、3540年にアフィリカーの過激派「純粋理性の子供たち」によるクーデターによってローダン達は政権を追われて外宇宙に追放され、地球は新たに発足したアフィリカー政府の元で厳しい管理社会におかれるようになった。